# Свинцицький Іван В'ячеславович
Іван В'ячеславович Свинцицький (5 травня 1970, Житомир, Українська РСР, СРСР) — радянський і російський хокеїст, центральний нападник.

## Життєпис
Вихованець ангарського «Єрмака». На початку кар'єри професійного хокеїста виступав за київські команди «Сокіл» і ШВСМ (Школа вищої спортивної майстерності). Військову службу проходив у складі армійського клубу з Калініна. Після демобілізації продовжував захищати кольори «Сокола», за який провів 120 матчів у вищій лізі чемпіонату СРСР. Після розпаду Радянського Союзу переїхав до Тольятті, де провів більшу частину своєї кар'єри. У 1994 і 1996 роках його «Лада» ставала чемпіоном Міжнаціональної хокейної ліги. У сезоні 1999/2000 грав за СКА (Санкт-Петербург) і ЦСК ВПС (Самара). Завершив виступи у командах другого німецького дивізіону (разом з Вадимом Кулабуховим, Михайлом Фадєєвим і В'ячеславом Тимченком).
В подальшому був дитячим тренером, займався бізнесом. Син, Микита Свинцицький виступав за клуби «Лада» (Тольятті), «Південний Урал» (Орськ), «Кристал» (Саратов) і «Тамбов»

## Досягнення
- Чемпіон МХЛ (2): 1994, 1996